# Stazione di Svilengrad
La stazione di Svilengrad (in bulgaro: Гара Свиленград) è una stazione a cui fanno capo tre linee: la Pehlivanköy-Svilengrad, la Alessandropoli-Svilengrad e la Dimitrovgrad–Svilengrad. È situata nel sobborgo di Kapitan Petko Vojvoda, a 5 km ad est dal centro della cittadina.

## Storia
La stazione fu costruita nel 1874 dalla Chemins de fer Orientaux, compagnia che nei territori dell'Impero ottomano aveva ottenuto la concessione per la costruzione di una ferrovia tra Vienna e Costantinopoli. Nel 1971 fu costruito l'attuale fabbricato viaggiatori.